# Biomaterial

## Biomaterial
Biomaterial je material, ki je lahko vmesnik med biološkim sistemom in organom, ki ga bo zamenjal. Namenjen je ocenjevanju, zdravljenju, povečanju ali zamenjavi kateregakoli tkiva, organa ali dela telesa. Govori se o dvojni interakciji med biomaterialom in organizmom prejemnikom: biomaterial povzroča biološki odziv organizma, to pa poleg zdravljenja hkrati povzroča tudi poslabšanje samega biomateriala. Interakcije se pojavljajo na različnih ravneh: kot fizikalne, kemične, celične ali molekularne.
Delovno okolje biomateriala je fiziološko. Zanj je značilna visoka kemična aktivnost, ter širok spekter mehanskih obremenitev. Biomateriali so v neposrednem stiku z telesnimi tekočinami ali vodami, ki vsebujejo ione v raztopini in v katerih so prisotni encimi, proteini in celice. Fizikalni in kemijski pogoji (pH, temperatura), so dalj časa skoraj nespremenjeni, to pa vpliva na življenjsko dobo biomateriala. 
Temeljni koncept glede ustreznosti biomateriala je, da je akt za določitev primernega gostitelja, glede na sposobnost materiala, naveden v vlogi.

## Zgodovina
Zgodovino biomateriala je mogoče povezati v treh osnovnih korakih:
- Biomateriali prve generacije: najosnovnejša zahteva je, da je material bioinerten. Z njim dosežemo cilj, to je pridobitev ustrezne kombinacije fizikalnih lastnosti, ki so minimalno toksične, biti pa morajo tudi enake tkivu, ki ga bo biomaterial nadomestil.
- Biomateriali druge generacije: zahteve za biomaterial so, da je bioaktiven, ali da omogoča nadzor nad ravnanjem in odzivi v fiziološkem okolju, ali pa, da se kemično razgradi in absorbira na nadzorovan način, da bi nadomestil tkivo, ki je gostitelj.
- Biomateriali tretje generacije: predstavljajo sedanjost in prihodnost biomaterialov. Material mora biti bioaktiven, prav tako pa se mora ponovno absorbirati.

## Vloga biomateriala
Na splošno se biomaterial uporablja za gradnjo biomedicinskih naprav in sistemov, še posebno tistih za uveljavljanje posebnih nalog v telesu. Tudi kirurška oprema in materiali, uporabljeni v biomehanskih napravah za nadzorovano sproščanje zdravil so primeri biomaterialov. Med glavnimi aplikanti so tudi očesne leče, katetri, kolki in kolenske proteze, srčne zaklopke, elektrode, spodbujevalniki,...

## Razvrstitev
Biomateriali se lahko klasificirajo glede na kemijsko sestavo materiala: kovine, polimeri, keramika, kompoziti. Prav tako se lahko izhaja iz bioloških virov.

### Kovine in kovinske zlitine
Kovine, ki se uporabljajo kot biomateriali so iz nerjavečega jekla, kobalt-krom zlitin in titanovih zlitin. V mnogo primerih so kovinski deli v kombinaciji z polimeri in keramičnimi materiali (na primer v kolkih). Nerjaveče jeklo ima procentualno 23% niklja (kar povečuje žilavost) in kroma (ki izboljšuje odpornost proti koroziji). Titanove zlitine se pogosto uporabljajo zaradi odličnih biokompatibilnosti titana, korozijske odpornosti in odličnih mehanskih lastnosti (za biomedicinske aplikacije). Edina slabost je čezmerna obraba.
Tudi oblika kovinskih zlitin ima pomembno vlogo v biomaterialu, zlasti tistem iz nikelj-titana. V primeru trdega tkiva so idealne lastnosti, ki bi jih morale imeti kovine: visoka odpornost proti obrabi in koroziji, elastičen modul, podoben kosti (10-40 GPa), odlična kompatibilnost z visoko stopnjo povezovanja s kostmi in zadostna stopnja odpornosti proti utrujenosti.

### Biokeramika
Biokeramike  imajo, glede na mnoge druge biomateriale, visok modul elastičnosti, večjo trdoto, ter so odporne proti koroziji. Velik problem je nizka trdnost in s tem večja ranljivost. So slabo kemično reaktivne s snovmi v telesu. Med najpogosteje uporabljenimi biokeramikami, le-te vsebujejo aluminijev oksid, hidroksiapatit in cirkonij.
Delijo se glede na način uporabe: debela očala, porozna zrna, premazi, polnila izdelana iz kompozitnih materialov. Lahko so inertne, lahko se tudi absorbirajo (na primer trikalcijev fosfat) in so bioaktivne, lahko pa imajo biaktivno površino.

### Polimeri
Polimeri, kot biomateriali, imajo številne prednosti; fizikalne, kemijske in mehanske lastnosti so podobne tistim, ki jih imajo živa tkiva, enostavni so za predelavo in proizvodnjo v različnih oblikah, imajo tudi nizko gostoto. Tudi polimeri so lahko bioinertni ali razgradljivi. Najpogosteje so uporabljeni v kontaktnih lečah, akril-cementnih kosteh, protezah. Med najpogosteje uporabljenimi materiali so: PMMA, PDMS, UHMWPE (ultra visoka molska masa iz polietilena).
Razgradljiv polimer prepušča razgradne produkte, ki so biokompatibilni. Eden od teh je polilaktična kislina, ki se vse pogosteje uporablja v tkivnem inženirstvu. Degradacija polimera lahko poteče z absorpcijo vode, ki ji sledi nestabilna razgradnja z hidrolizo (hidrolizna razgradnja) ali pa s pomočjo encimov ali mikroorganizmov (biorazgradnja).